# بيوس العاشر
بيوس العاشر (باللاتينية: Pius X)؛ (2 يونيو 1835 - 20 أغسطس 1914)، هو بابا الكنيسة الكاثوليكية بالترتيب السابع والخمسون بعد المائتان من 1903 وحتى 1914؛ وهو أول بابا يعتبر قديس منذ البابا بيوس الخامس. ولد باسم جيوسيبي سارتو عام 1835 في شمال إيطاليا، وعرف عنه الميل للمحافظة، ومعاداة النزعات التحديثية في الكنيسة الكاثوليكية والعالم، إذ أراد الحفاظ على «التقليد والعقيدة الكاثوليكية نقية وصافية». أهم الإصلاحات التي قام بها البابا كانت توحيد قوانين الكنيسة الكاثوليكية في الإدارة والمعروفة باسم «الحق الكنسي» في قانون واحد، وركّز في تعليمه الاجتماعي على «انعكاس القيم المسيحية على الحياة»، وكذلك فقد ركز البابا على التعليم المريمي واعتبر أنه عبر مريم تم «تجديد كل شيء في المسيح»؛ وهو ما اتخذه شعارًا لحبريته.
بيوس العاشر كان البابا الوحيد خلال القرن العشرين المنحدر من بيئة ريفية، صرّح البابا: «لقد ولدت فقيرًا، وأعيش فقيرًا، وأود أن أموت فقيرًا»؛ وقد رفض ترقية أقاربه في السلك الكنسي محتفظين بالرتب الدنيا. اعتبر بيوس العاشر مثل بيوس التاسع خطيبًا مفوهًا وذي شخصية قوية، وكسلفه ليون الثالث عشر ركّز في الفلسفة على توما الإكويني والمدرسة التومانية في الفلسفة، مقابل الفلسفات الحديثة كالوضعية. شخصيته وتاليمه، اعتبرت غير مدعومة في الأوساط الأرستقراطية الأوروبية خلال مرحلة ما قبل الحرب العالمية الأولى؛ كما أن خلفه بندكت الخامس عشر بدء بعملية تحديث الكنيسة فلسفيًا وفي شرح العقيدة على مستوى السبب والنتيجة، لجعلها أقوى بوجه المادية والوضعية.
وصف البابا من قبل كثيرين بكونه «بابا عظيم وشخص قديس»، وذي شعبية بين الكاثوليك. بعد فترة وجيزة من وفاته، بدأت عملية تطوبيه، التي توجت بإعلانه قديسًا عام 1954، على يد البابا بيوس الثاني عشر.

## النشأة والكهنوت
ولد جوزيبي ملكيوري سارتو في ريزي، مملكة لومباردي- فينيتيا، الإمبراطورية النمساوية (الآن في مقاطعة تريفيزو، فينيتو، إيطاليا)، عام 1835. كان ثاني مولود لعشرة أبناء لجيوفاني باتيستا سارتو (1792-1852)، ساعي البريد في القرية، ومارجريتا سانسون (1813-1894). عُمِّد في 3 يونيو 1835. على الرغم من فقره، إلا أن والديه أوليا التعليم أهمية كبيرة، وكان جوزيبي يمشي 6 كيلومترات إلى المدرسة كل يوم.
لدى جوزيبي ثلاثة إخوة وست أخوات: جوزيبي سارتو (مواليد 1834؛ توفي بعد ستة أيام)، أنجيلو سارتو (1837-1916)، تيريزا بارولين-سارتو (1839-1920)، روزا سارتو (1841-1913)، أنطونيا داي باي- سارتو (1843-1917)، ماريا سارتو (1846-1930)، لوسيا بوششين-سارتو (1848-1924)، آنا سارتو (1850-1926)، بيترو سارتو (مواليد 1852؛ توفي بعد ستة أشهر). بصفته بابا، رفض أي نوع من الخدمات لعائلته: ظل شقيقه كاتبًا للبريد، وظل ابن أخيه المفضل كاهن قرية، وعاشت أخواته الثلاث العازبات معًا بحالة فقر في روما، بنفس الطريقة التي يعيش بها الآخرون من خلفية متواضعة في روما.
كان جوزيبي، الذي غالبًا ما تطلق عليه والدته لقب بيبي، متحمسًا للحياة إذ كانت طبيعته عظيمة لدرجة أن معلمه كان يضطر في كثير من الأحيان إلى ضربه بالعصا للتحكم في تصرفاته المفعمة بالحيوية. على الرغم من ذلك، كان طالبًا ممتازًا ركز على واجباته المدرسية قبل الانخراط في أي هوايات أو استجمام. في المساء بعد ممارسة الرياضة أو الألعاب مع الأصدقاء، كان يقضي عشر دقائق في الصلاة قبل العودة إلى المنزل. خدم سارتو أيضًا كفتى مذبح. في سن العاشرة، كان قد أكمل فصلين ابتدائيين في مدرسة قريته، بالإضافة إلى دراسة اللغة اللاتينية مع كاهن محلي؛ ومن ذلك الوقت فصاعدًا، كان على سارتو أن يمشي أربعة أميال إلى صالة المدرسة الداخلية لمزيد من الدروس. على مدى السنوات الأربع التالية، كان يحضر القداس قبل الإفطار ومسيرته الطويلة إلى المدرسة. غالبًا ما كان يحمل حذائه بيديه ليجعله يدوم لفترة أطول. عندما كان فتى فقيرًا، غالبًا ما كان متضايقًا بسبب وجبات الغداء الضئيلة والملابس المتهالكة، لكنه لم يشكو من ذلك أبدًا لمعلميه.
في عام 1850 حصل على رخصة جز شعره من أسقف تريفيزو، وحصل على منحة من أبرشية تريفيزو لارتياد مدرسة بادوفا حيث أنهى دراساته الكلاسيكية والفلسفية واللاهوتية بامتياز.
في 18 سبتمبر 1858، رُسم سارتو كاهنًا من قبل جيوفاني أنطونيو فارينا (رُسم قديسًا لاحقًا)، وأصبح قسيسًا في تومبولو. أثناء وجوده هناك، وسع سارتو معرفته باللاهوت، ودرس كل من توما الأكويني والقانون الكنسي، بينما كان ينفذ معظم وظائف القس قسطنطيني، الذي كان مريضًا جدًا. في كثير من الأحيان، سعى سارتو إلى تحسين خطبه بناءً على نصيحة قسطنطيني، الذي أشار إلى واحدة من أقدم خطاباته على أنها هراء. في تومبولو، نمت شهرة سارتو في القداسة كثيرًا بين الناس لدرجة أن البعض اقترح أن يُلقّب دون سانتو.
في عام 1867، عُيّن كرئيس كاهن سالزانو. هنا رمم الكنيسة ووسع المستشفى، والأموال تأتي من الصدقات وثروته وعمله. كسب تعاطف الناس عندما عمل لمساعدة المرضى خلال وباء الكوليرا في أوائل سبعينيات القرن التاسع عشر. اختير لدراسة قانون للكاتدرائية ومستشار أبرشية تريفيزو، كما شغل مناصب مثل المدير الروحي وعميد مدرسة تريفيزو، وممتحن رجال الدين. كمستشار، جعل من الممكن لطلاب المدارس العامة تلقي التعليم الديني. ككاهن ولاحقًا أسقف، غالبًا ما كافح لحل مشاكل تقديم التعليم الديني لشباب الريف والمدن الذين لم تتح لهم الفرصة للالتحاق بالمدارس الكاثوليكية. في إحدى المراحل، اشتعلت النيران في كومة كبيرة من القش بالقرب من كوخ، وعندما وصل سارتو خاطب الناس المذهولين، لا تخافوا، سنطفئ النار وسننقذ منزلك! في تلك اللحظة، تحولت ألسنة اللهب في الاتجاه الآخر، تاركة الكوخ وحده. على الرغم من واجباته العديدة، غالبًا ما كان سارتو يقضي وقتًا في نزهة مسائية مع الأطفال الصغار لتحضير المناولة الأولى.
في عام 1879، توفي المطران فيديريكو ماريا زينيلي، وانتُخب سارتو نائبًا لرعاية الأبرشية حتى تولي أسقف جديد في يونيو 1880.
بعد عام 1880، درس سارتو اللاهوت العقائدي واللاهوت الأخلاقي في معهد تريفيزو. في 10 نوفمبر 1884، عينه ليو الثالث عشر أسقفًا لمانتوا. رُسم بعد ستة أيام في روما في كنيسة سان أبوليناري في روما من قبل الكاردينال لوسيدو باروتشي بمساعدة بيترو روتا وجيوفاني ماريا بيرينغو. عُيّن في المنصب الفخري لمساعد العرش البابوي في 19 يونيو 1891. طلب سارتو الإعفاء البابوي من البابا ليون الثالث عشر قبل التكريس الأسقفي لأنه كان يفتقر إلى الدكتوراه، ما جعله آخر بابا بدون دكتوراه حتى البابا فرانسيس.
عندما سافر سارتو إلى مسقط رأسه من روما بعد تكريسه، ذهب على الفور لزيارة والدته. هناك، قبلت خاتمه مرارًا وتكرارًا وقالت له: لكنك لم تكن لتحصل على هذا الخاتم الجميل، يا بني، لو لم يكن لدي هذا، وأظهرت له خاتم زواجها.

## روابط خارجية
- بيوس العاشر على موقع الموسوعة البريطانية (الإنجليزية)
- بيوس العاشر على موقع إن إن دي بي (الإنجليزية)